# 로즈 (2016년 영화)
《로즈》(영어: The Secret Scripture)는 2016년 아일랜드의 드라마 영화이다. 짐 셰리단이 감독을 맡았으며, 조니 퍼거슨과 공동 각본도 맡았다. 서배스천 베리의 2008년 동명 소설을 원작으로 한다. 2016 토론토 국제 영화제에서 전세계 최초 상영되었다.

## 출연

### 주연
- 루니 마라 : 로즈 역
- 잭 레이너 : 마이클 역

### 조연
- 바네사 레드그레이브 나이 든 로즈 역
- 에릭 바나 : 그린 박사 역
- 테오 제임스 : 곤트 신부 역
- 에이단 터너 : 잭 콘로이 역
- 수잔 린치 : 간호사 역

### 단역
- 오마 샤리프 주니어 : 다니엘 오브라이언 역
- 톰 본-롤러 : 맥케이브 역
- 폴린 맥클린 : 앤 맥카트니 역
- 브라이언 포춘 : 정신분석가 역
- 니카 맥귀안 : 크리시 역
- 찰리 켈리 : 남자친구 역
- 엘바 트릴 : 임신부 역
- 로렌스 오푸아레인 : 형사 역
- 이안 메한 : 형사 역
- 엔다 오티스 : 운전기사 역
- 나이젤 데이비 : 교수형 집행인 역
- 레사 터먼 : 간호사 오도넬 역
- 제랄딘 맥칼린덴 : 메리 수녀 역
- 에이머 하워드 : 정신과 간호사 역
- 마크 퀴클리 : 의사 역

## 기타
- 원작자: 세바스찬 배리
- 공동제작: 폴 마일러
- 라인프로듀서: 믹 왈쉬
- 사운드슈퍼바이저: 폴 데이비스
- 미술: 데릭 월리스
- 세트: 질 터너
- 시각효과: 디치 도이
- 의상: 조안 버진
- 배역: 프랭크 모이셀
- 배역: 누올라 모이셀

## 수상
- 2016년 제41회 토론토국제영화제 후보 갈라스 부문
- 2016년 제11회 로마 국제영화제 후보 오피셜 셀렉션
- 2016년 제60회 런던 국제 영화제 후보 러브
- 2017년 제18회 뉴포트비치 영화제 후보 스포트라이트, 장편 부문
- 2017년 제8회 광주여성영화제 후보 상영작